# Осада Старого Быхова (1654)
Осада Старого Быхова (1654) — осада войсками запорожских казаков крепости Старый Быхов в годы русско-польской войны 1654—1667 гг.. Осада завершилась неудачей для осаждающих.

## Предыстория осады
В начале русско-польской войны 1654—1667 гг. развернулось широкомасштабное наступление русских войск на земли Великого княжества Литовского. В качестве взаимной помощи в знак признания власти царя Алексея Михайловича над Украиной гетман Богдан Хмельницкий направил в поддержку русским войскам казачий корпус Ивана Золотаренко (около 20 000 чел. в составе Нежинского, Черниговского и Стародубского полков). Первоначально планировалось присоединение казацкого корпуса к главным силам русской армии, наступавшим на Смоленск. Однако И. Золотаренко с согласия Хмельницкого предпринял самостоятельные действия в юго-восточной Белоруссии, последовательно захватив города Речицу, Жлобин, Стрешин, Рогачёв, Гомель (после двухмесячной осады), Чечерск, Пропойск и Новый Быхов. Последней крепостью, препятствовавшей установлению контроля над Поднепровьем, был Старый Быхов, к осаде которого казачьи войска приступили в начале сентября 1654 г.

## Состояние крепости накануне осады
Старый Быхов, принадлежащий подканцлеру литовскому Казимиру Льву Сапеге, являлся в начале войны, в отличие от большинства государственных крепостей, одной из лучших крепостей Великого княжества Литовского. Город был окружён земляными валами высотой 7—8 м, и шириной у подножья 30 м, усиленный 11 бастионами и равелинами. В город вели трое ворот. С востока город был прикрыт Днепром и каменным замком размером 77 на 100 м. Крепость была обильно снабжена провиантом и боеприпасами на более чем годичную оборону. Численность гарнизона была невелика: 600 чел. наёмной пехоты, 200 гайдуков, 100 драгун, но была увеличена за счёт 300 чел. шляхты, 1000 евреев и 2000 вооружённых горожан. Они были объединены в 21 хоругвь и роту. Артиллерия насчитывала 4 тяжелых и 26 полевых пушек.

## Ход осады
К началу осады корпус Золотаренко насчитывал уже чуть более половины от своего состава, так как значительные силы были отправлены в рейды по литовской территории, многие вообще вернулись на Украину. Казаки не обладали значительной артиллерией (к началу похода в корпусе было всего 7 полевых пушек), поэтому приступили к длительной осаде. Значительные силы гарнизона позволяли совершать постоянные вылазки. Самая крупная произошла 22 сентября (2 октября), когда обороняющиеся разрушили два казачьих шанца, захватили три пушки и нанесли осаждавшим потери. Приближение зимы и опасность литовского контрнаступления заставили Золотаренко в конце ноября снять осаду города и отступить в Новый Быхов. К концу осады численность корпуса сократилась (в основном за счёт уехавших) до 6000—8000 чел.. Уже 31 декабря (10 января) в крепость прибыли литовские войска.

## Значение
Неудачная осада Старого Быхова осложнила действия русских войск, так как не позволила установить беспрепятственный путь по Днепру, связывающий два театра военных действий — Белоруссию и Украину. Помимо этого крепость стала базой для зимнего контрнаступления литовских войск. Тем не менее на фоне грандиозных успехов русской кампании 1654 года неудача под Старым Быховом являлась исключением.